# Municipio de Pike (condado de Clark)
El municipio de Pike (en inglés: Pike Township) es un municipio ubicado en el condado de Clark en el estado estadounidense de Ohio. En el año 2010 tenía una población de 3730 habitantes y una densidad poblacional de 39,21 personas por km².

## Geografía
El municipio de Pike se encuentra ubicado en las coordenadas 40°00′00″N 83°58′47″O / 40.00000, -83.97972. Según la Oficina del Censo de los Estados Unidos, el municipio tiene una superficie total de 95.13 km², de la cual 95,12 km² corresponden a tierra firme y (0 %) 0 km² es agua.

## Demografía
Según el censo de 2010, había 3730 personas residiendo en el municipio de Pike. La densidad de población era de 39,21 hab./km². De los 3730 habitantes, el municipio de Pike estaba compuesto por el 97,18 % blancos, el 0,38 % eran afroamericanos, el 0,05 % eran amerindios, el 0,54 % eran asiáticos, el 0,24 % eran de otras razas y el 1,61 % eran de una mezcla de razas. Del total de la población el 1,07 % eran hispanos o latinos de cualquier raza.